# 華盛頓特區首都猶太博物館槍擊案
美東夏令時間2025年5月21日晚上9時08分，一名男子在美國首都華盛頓哥倫比亞特區的莉蓮與艾伯特·斯摩爾首都猶太博物館外向一群人開火，造成兩名以色列駐美國大使館職員遇襲身亡，兩名死者分別為30歲的德裔以色列男子亞倫·利斯欽斯基及26歲的美籍女子莎拉·米爾格里姆，是一對即將於耶路撒冷訂婚的情侶。他們在遇襲前剛出席由美國猶太人委員會舉辦的「青年外交官招待會」。
疑兇為31歲芝加哥居民埃利亞斯·羅德里格斯，在場館保安制服及拘捕期間，高呼「解放，解放巴勒斯坦！」。當地警方指，事件已交由警方與聯邦調查局聯合調查，並視為一宗有針對性的暴力襲擊。

## 背景
位於華盛頓特區阿達斯以色列會堂內的首都猶太博物館，是一所猶太文化機構。該會堂建於1876年，是當地歷史最悠久的猶太教堂之一；博物館則在約兩年前正式開放。館址地處市中心，距國會山不到一英里，距白宮約1.3英里（2公里）。
長久以來，以色列外交官及使館人員多次成為與以巴衝突相關的暴力襲擊目標，肇事者包括巴勒斯坦武裝組織與受國家支持的勢力。自加沙戰爭爆發以來，以色列駐美國大使館已成為示威活動的集中地，其中包括亞倫·布什內爾自焚事件。
案發前不久，博物館剛獲撥款以強化當地非牟利機構的保安措施。鑑於館方的猶太背景，外界對安全風險的關注日益增加。
而該博物館是美國猶太人委員會為年輕專業人士舉辦的會議「AJC ACCESS青年外交官招待會」的舉辦地點。美國猶太人委員會理事、活動籌辦人之一喬喬·卡林表示，這場接待會以「如何在持續戰火中組建協作網絡以援助加沙居民」為核心議題。美國猶太人委員會將此次活動描述為面向中東和北非地區人道主義外交的專業人士和外交官之雞尾酒會。

## 槍擊案

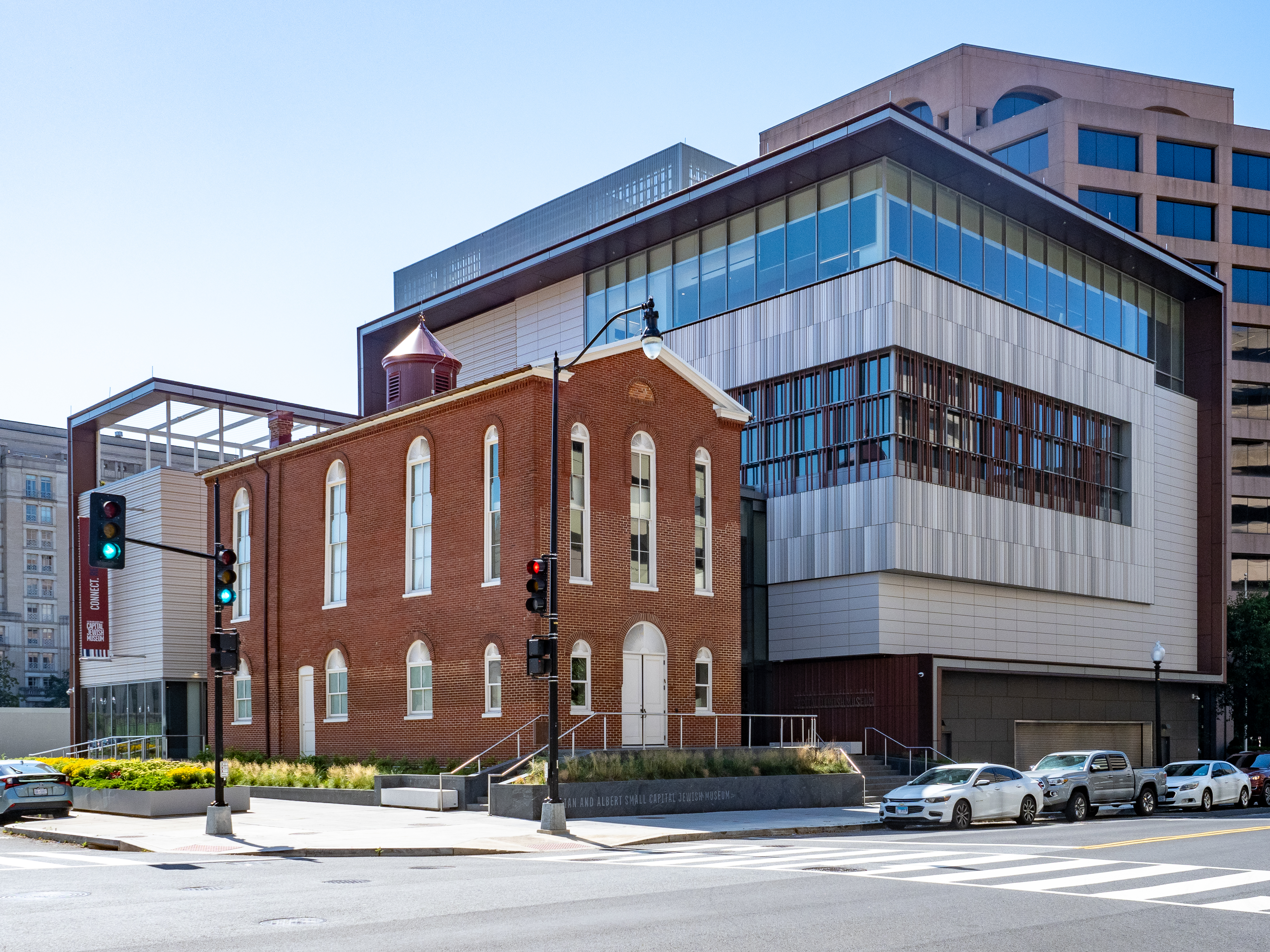
2024年首都猶太博物館

根據哥倫比亞特區都會警察局局長帕梅拉·A·史密斯指出，疑犯在事發前曾於博物館外徘徊踱步。
2025年5月21日晚上約9時08分，疑犯突然持手槍向四人開火，當中兩人中彈身亡，分別是以色列駐美國大使館職員亞倫·利斯欽斯基及莎拉·米爾格里姆，他們是一對情侶，當時正準備離開場地。以色列政府表示，另有大使館職員在事件中受傷。警方接報到場時，發現兩人已陷入昏迷，無呼吸心跳，經搶救無效，當場證實死亡。
局長史密夫補充，疑犯開槍後走入博物館，一名保安誤以為他是倖存者或旁觀者，讓他進入場內，但不久後他被其他保安制服。有目擊者憶述，疑犯當時情緒激動、神情慌張，初時更有人替他遞水協助，直至其表明自己是槍手，並要求報警才被拘留。目擊者拍攝的片段顯示，疑犯在被扣押時曾高叫「解放巴勒斯坦」及「解放，解放巴勒斯坦！」等口號。有報導指，他曾棄置犯案用槍，並向警方透露其下落，警方已成功尋回該武器。

## 遇害者
兩名死者亞倫‧利斯欽斯基（Yaron Lischinsky）與莎拉‧米爾格里姆（Sarah Milgrim）是一對情侶。利斯欽斯基為德裔以色列人，擔任以色列駐美國大使館研究助理約兩年，負責監察中東局勢發展。他母親為基督徒，父親則為猶太人。米爾格里姆是美籍猶太人，與多名巴勒斯坦及以色列人結交為友。她於2023年底加入以色列大使館，負責安排赴以行程。據二人摯友與同事透露，他們均熱衷於外交事務與促進中東和平。當晚他們參加的活動，旨在探討「多元信仰團體如何攜手合作，為如加沙般戰亂地區提供人道援助」。
利斯欽斯基出生於德國巴伐利亞州紐倫堡，16歲時遷往以色列，後赴華盛頓特區加入以色列大使館。他畢業於耶路撒冷希伯來大學，主修國際關係與亞洲研究，並曾在以色列國防軍服役。米爾格里姆則來自美國堪薩斯州，於堪薩斯大學求學時活躍於猶太社群。她後來赴以色列擔任Tech2Peace志工一年，該組織致力於推動以巴和平對話。她在大使館公共外交處任職，負責與社區聯絡。據悉二人可能因工作結緣。以色列駐美國大使耶基爾·萊特爾表示兩人原訂於事發下週在耶路撒冷訂婚。

## 疑兇
疑兇為30歲的埃利亞斯·羅德里格斯（Elias Rodriguez），來自芝加哥，在活動現場被保安制服後落網。他被拘捕時曾亮出一條紅色阿拉伯頭巾，並高喊「解放，解放，巴勒斯坦！」抗議。據初步調查，羅德里格斯過去並無犯罪紀錄。羅德里格斯出生並成長於芝加哥，擁有伊利诺伊大学芝加哥分校的英语学士学位。他曾是一家数字档案馆的口述历史研究员，後來又在美国一家整骨疗法协会負責档案管理。根據他已刪除的領英資料，他曾任職於多間非牟利機構。他的領英登入電郵亦與其Twitter帳戶相關聯，並於Clubhouse等平台出現同名帳戶，均顯示其真名與照片。他的Goodreads帳戶則顯示，他經常閱讀與政治、奴隸制度、芝加哥歷史與毛澤東思想相關的書籍。
警方透露，羅德里格斯曾於案發前一日（5月20日）抵達華盛頓，疑與其於美國猶太人委員會的工作會議有關。其父埃里克·羅德里格斯為伊拉克戰爭退伍軍人，現為服務業僱員國際工會成員；羅德里格斯父母分居，並拒絕就事件回應媒體查詢。根據選民登記紀錄，他於2020年美國總統選舉期間曾向喬·拜登陣營捐款500美元。他的個人Twitter／X賬戶上也有不少支持巴勒斯坦、反對以色列的帖子。例如他支持轟炸特拉維夫以及消滅以色列。他還抱怨亞馬遜公司沒有給西雅圖帶來公平的發展成果，城市都被白人和富人佔據，窮人卻越來越貧困。
羅德里格斯曾在2017年其間短暫與馬克思列寧主義政黨爭取社會主義和解放黨有所關聯，此前曾於2017年參加過芝加哥市長拉姆·伊曼紐爾住所外的抗議活動，但該黨官方澄清他並非正式成員。爭取社會主義和解放黨官方報《解放新聞》曾在當年報道其出席反亞馬遜公司示威並發言，指其為該黨成員。惟該黨事後澄清羅德里格斯並非黨員，並稱雙方已有7年無聯繫。他亦曾於2017年參與抗議警員槍殺拉昆·麥克唐納的示威。一則2018年新聞亦指出，他曾是與爭取社會主義和解放黨有關聯的抗議組織A.N.S.W.E.R.成員。
《紐約時報》調查發現，羅德里格斯位於芝加哥的住處窗邊貼滿支持巴勒斯坦的標語，包括「Tikkun Olam即為解放巴勒斯坦」等字句。其他標語則包括「呼籲停火」、「解放巴勒斯坦！」與「為瓦迪亞伸張正義」，後者是指一名因反巴勒斯坦仇恨而被房東刺死的男童瓦迪亞·法尤姆。其71歲鄰居向媒體表示，窗邊張貼着瓦迪亞的照片，但稱標語是由他本人張貼，並非羅德里格斯所為。

### 宣言
記者肯·克利彭斯坦公開一份據稱由羅德里格斯撰寫的網上宣言，題為〈升級加沙，把戰爭帶回家〉。該宣言於案發當晚10時上載至Twitter／X，比當局或任何媒體公佈其身份還早。宣言稱，這些殺戮是對加沙種族滅絕和美國對以色列的支持的政治抗議。
該宣言共分兩則貼文發佈，為調查團體Gnasher Jew所發現。內容標示日期為5月20日，文中讚揚一名於前一年在以色列駐美大使館外自焚的美軍士兵亞倫·布什內爾，並強烈譴責加沙戰爭導致大量巴勒斯坦人喪生，指出實際死亡人數可能被低估。宣言寫道：「我們這些讓這一切發生的人，永遠不配巴勒斯坦人的原諒。他們早已明言於此。」
宣言將以色列稱為「實行種族滅絕的種族隔離國」，並指責美國政府長期提供援助，主張對以色列進行「武裝示威」對美國人而言是「理性的行動」。作者認為，儘管非暴力抗議在輿論層面產生影響，卻無法動搖美國政府的政策方向。他寫道，加沙戰爭正是其行動的主要動機，並稱這樣的行為「早在11年前的『護刃行動』期間就已具道德正當性」，當時他「首次深切意識到我們在巴勒斯坦所施加的暴行」。宣言結尾則表達對父母、妹妹及家人的愛意，最後寫下「解放巴勒斯坦」作結。
據悉，該Twitter／X帳戶自2013年創立，但直到2023年10月哈馬斯對以色列發動襲擊後——才首次發帖，並使用「#FreePalestine」等標籤。該帳戶於2024年曾轉發一段夜店人群高呼「轟炸特拉維夫」的影片，稱以色列為「必須徹底剷除的殖民政權」，又在一段支持戰爭的以色列評論影片下寫道：「用卡車炸彈攻擊《紐約時報》總部，是合乎道德的事」。
聯合反恐特遣部隊已著手調查該宣言及相關內容。

## 調查
美国联邦调查局与华盛顿特区大都会警察局正在对这宗枪击事件展开调查。案发后不久，嫌疑人接受了联邦调查局和大都会警察局的讯问，FBI还对其住所进行了搜查。警方在嫌疑人所居住的公寓楼入口处拉起了警戒线，现场有多名警方人员与FBI特工驻守。FBI华盛顿办公室的副局长史蒂文·J·詹森表示，此次枪击事件将作为一桩可能的仇恨犯罪进行调查。
据《华盛顿邮报》报道，执法部门最初认为嫌疑人是有针对性地袭击了博物馆内的这场活动，但在到达现场前并未锁定具体个人。根据FBI的说法，该袭击是事先策划的。罗德里格斯于5月20日从芝加哥搭乘飞机前往华盛顿特区，并在未托运的行李中偷运了一把手枪。他还在活动开始前约三个小时购买了入场门票。

## 法律诉讼
枪击事件发生后，罗德里格斯被指控两项一级谋杀罪、谋杀外国官员罪，以及其他罪名，包括在暴力犯罪中使用枪支导致他人死亡。这些指控已在一份刑事诉状中列明。美国联邦地区检察官珍妮·皮罗表示，罗德里格斯已于5月22日出庭，法官告知他，如被定罪，可能面临死刑或终身监禁。法官将初步听证会定于2025年6月18日举行，在此之前，罗德里格斯将被羁押候审。宣读指控期间，罗德里格斯保持冷静。他被目击身穿白色囚服，戴着眼镜。
在一场新闻发布会上，珍妮·皮罗表示，这些指控“只是开始”，她的检察团队正在搜集更多证据，以就其他罪行对罗德里格斯提起诉讼，鉴于此次枪击事件正作为针对犹太社区的仇恨犯罪和恐怖主义行为进行调查。

## 反應

### 國內
美國總統當勞·特朗普於案發不久後在真實社交發文，強烈譴責槍擊事件，並形容兇案「明顯出於反猶太主義動機」。
美國國土安全部長克麗絲蒂·諾姆及美國司法部長帕姆·邦迪均表示，將全力依法起訴疑犯。
參議院少數黨領袖查克·舒默與哥倫比亞特區市長穆麗爾·鮑澤亦先後發聲，對事件予以譴責。

### 國際
多個國家對槍擊事件表示譴責，其中一些認爲該場襲擊帶有「反猶」色彩：
- 以色列：駐聯合國大使丹尼·達農（英语：Danny Danon）指此事件屬「反猶太主義恐襲行為」[6]。總統伊薩克·赫爾佐格則於Twitter／X平台表示，以色列與美國「將團結一致，守護我們的人民與共同價值觀。恐懼與仇恨無法擊垮我們」[26][61]。總理班傑明·納坦雅胡對這次襲擊事件表示譴責[62]。他指出，已指示在全球所有以色列駐外使館加強保安[63]。
- 中华人民共和国：外交部發言人毛寧表示：「我们注意到有关报道。中方谴责一切暴力行径。外交人员的安全必须得到有效保障[64]。」
- 英国：外交大臣林德偉形容這次襲擊是「可怖而帶有反猶色彩的罪行」，並對以色列使館人員遇害深感震驚[65]。
- 法國：法國政府譴責這宗槍擊為「令人髮指的反猶暴行」，外交部長讓-諾埃爾·巴羅強調，任何形式的暴力行為都不能被合理化[66]。
- 德国：總理弗里德里希·梅爾茨稱事件為「卑劣行為」，以最強烈語言予以譴責，並指出事件極可能涉及反猶動機[67]。外交部長約翰·瓦德富爾則表示：「反猶暴力沒有任何正當理由[67]。」
- 義大利：外交部長安東尼奧·塔亞尼表示對以色列堅定支持，並形容襲擊為恐怖與暴力場面。他補充說：「反猶主義必須被徹底根除，歷史的慘劇絕不可重演[68]。」
- 阿联酋：阿联酋通讯社发布外交部声明：「阿联酋对发生在华盛顿、造成以色列使馆两名工作人员死亡的枪击事件表示强烈谴责，并对这一犯罪行为表示极大愤慨。」「阿联酋对受害者家属以及以色列人民表示团结与慰问，对这一令人发指的袭击事件深感痛惜。」[69]
- 欧洲联盟：外交與安全政策高級代表卡婭·卡拉斯指出：「仇恨、極端主義與反猶主義在我們社會中絕無立足之地。」她亦向死者家屬及以色列人民致以深切哀悼[70]。

### 社交媒體
左翼主播及政治评论员哈桑·皮克尔在Twitch上进行了直播，在直播中他“对近期枪击事件的动机进行了批判性分析”。随后，其Twitch频道于5月25日被暂时封禁，理由是“对恐怖主义宣传材料处理不当”以及“传播与恐怖主义或暴力极端主义团体相关的内容”。皮克尔在社交平台X上发文称：“Twitch的服务条款规定，即使是对宣言的批判性审视也会受到封禁。”在皮克尔被禁言之前，反诽谤联盟主席乔纳森·格林布拉特曾指控他“发表了可怕的、带有灭绝倾向的反犹太言论”，并表示“我们必须阻止这一切，因为后果是致命的”。
一位名为盖伊·克里斯滕森（Guy Christensen）的19岁TikTok网红（粉丝超过300万）发布了一段支持嫌疑人行为的视频。视频中他声称：“在以色列大使馆工作的犹太复国主义官员昨晚被殺害，我不谴责此事。” 他还表示嫌疑人“不是恐怖分子”，而是一名“抵抗战士”。该视频在TikTok上的浏览量超过63.2万次，随后在他的TikTok和Instagram账户中被删除。TikTok的一位发言人表示，这些视频因“宣扬暴力或仇恨行为者”以及“宣扬暴力或仇恨的阴谋论，例如否认已有充分证据的暴力事件”而被移除。随后，美国司法部高级法律顾问兼民权律师利奥·特雷尔表示，他将“追查有关克里斯滕森的所有线索”。
多位阿拉伯地区的网络意见领袖也对这起枪击案作出反应。巴勒斯坦作家与活动人士阿里·阿布·雷泽格（Ali Abo Rezeg）在社交平台X上发布的一则现已删除的帖子中称，在全球“前所未有的残酷罪行”之下，这起袭击事件“并不令人意外”。埃及软件工程师穆罕默德·哈贾格则表示这起枪击是一次“假旗行动”，目的是“转移全球注意力”。土耳其作家优素福·达穆基（Yousef al-Damouky）称，“或许有人因加沙发生的事情而深受触动，甘愿放弃在美国的安稳生活，拿起武器，为加沙复仇，杀害两名以色列人”。另一些社交平台X的用户，如據稱是《周六夜现场》编剧的马修·戈尔丁（Matthew Goldin）称该嫌疑人是“有思想、勇敢的人”，并表示自己“支持他”。戈尔丁的账户随后被封禁。
争取社会主义和解放党据称与嫌疑人有关联。該組織在X上发文表示，“他们拒绝任何将PSL与枪击事件联系起来的企图”。该组织随后在评论区遭到大量抨击。巴勒斯坦裔美国作家苏珊·阿布尔哈瓦在X上的发文中称枪击案的受害者是“种族灭绝的吹鼓手”，并表示此次枪击“毫不意外”，她“惊讶的是这样的事情没有更早发生”。一个名为“布朗克斯反帝国主义联盟”（Bronx Anti-Imperialist Coalition）的X账户称这次枪击是“反犹太复国主义表达的最高形式”。